# Dehomag
Dehomag, acrònim de Deutsche Hollerith-Maschinen Gesellschaft GmbH («Companyia alemanya de les màquines Hollerith» en català) fou una companyia alemanya, filial i franquícia d'IBM. El nom alemany Hollerith es refereix a la seva tecnologia de màquines a targetes perforades, que es desenvolupà cap a 1890 per l'investigador germano-estatunidenc Herman Hollerith per l'Oficina del Cens dels Estats Units.

## Història
El 8 de gener del 1934, la Dehomag obrí una fàbrica de mecanografia a Lichterfelde, barri de Berlín. A la inauguració oficial de la fàbrica es trobava Rudolf Schmeer, en representació del Deutsche Arbeitsfront, i Arthur Görlitzer, enviat del Partit Nazi, que representà el Sturmabteilung.
Posteriorment, Dehomag proporcionà la tecnologia Hollerith al Tercer Reich d'Adolf Hitler, el que permeté una renovació industrial ràpida de l'armament i una disminució de l'atur. Aquesta tecnologia fou acusada d'haver facilitat l'execució de la «Solució final» pel règim nazi.